# 힙합걸Z
《힙합걸Z》는 2020년 5월 28일부터 2020년 7월 10일까지 유튜브에서 방송된 대한민국의 웹예능이다.